# أمالينبورغ

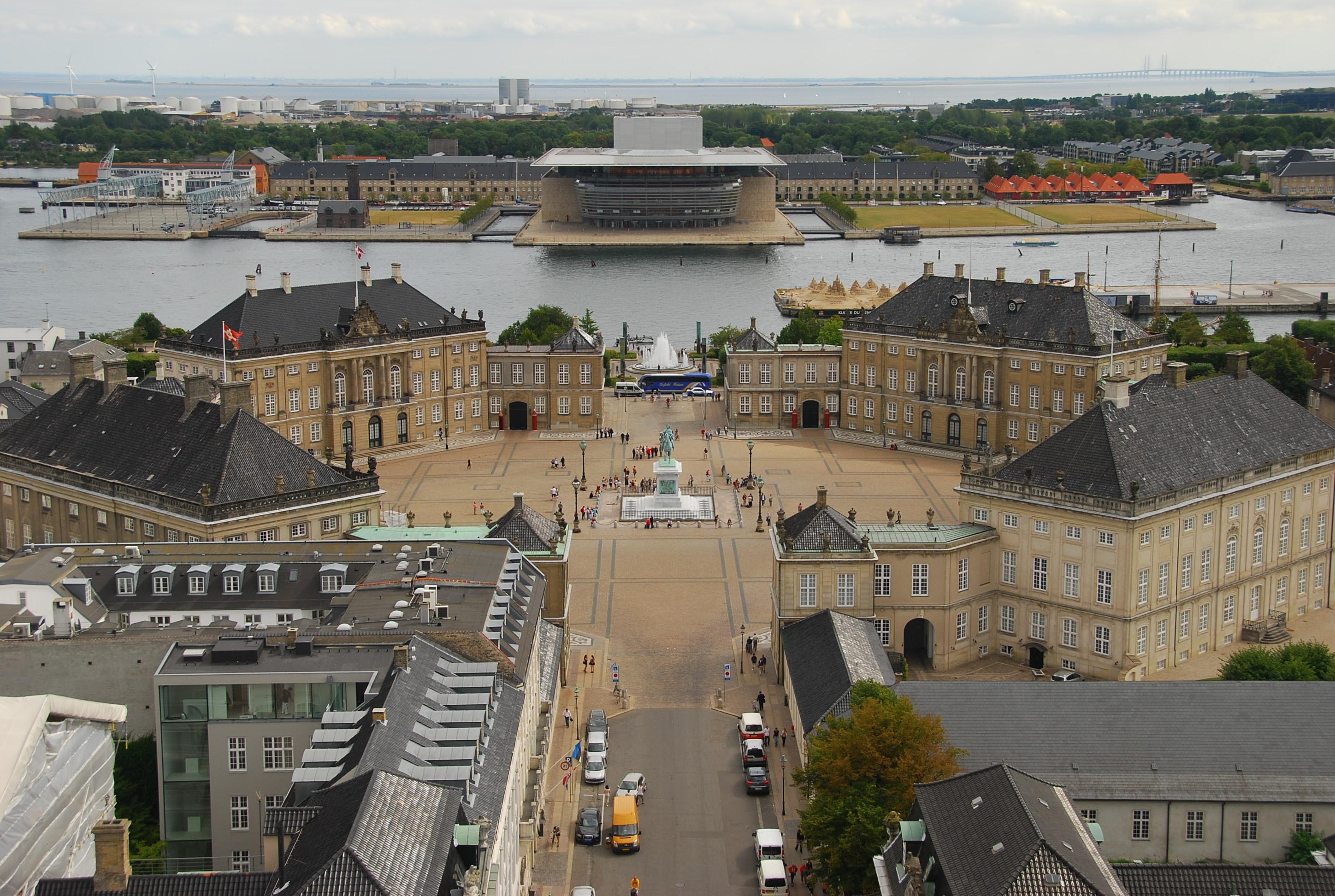
قصر أمالينبورغ في كوبنهاغن.

أمالينبورغ (بالدنماركية: Amalienborg) هو القصر الشتوي للعائلة الملكية في الدنمارك. يقع في مدينة كوبنهاغن. تم الانتهاء من تشييده في عام 1760. يتكون من أربعة واجهات متطابقة من طراز الروكوكو. كما يحوي فناءً مثمنًا، يقع في وسطه تمثالاً ضخمًا لمؤسس أمالينبورغ، الملك فريدريك الخامس وهو يمتطي خيلاً.

## أعلام
- كريستيان الثامن ملك الدنمارك
- فريدريك السابع ملك الدنمارك
- مارغريت الثانية ملكة الدنمارك
- آن ماري ملكة اليونان
- بينديكت أميرة الدنمارك

## وصلات خارجية
- أمالينبورغ على الموقع الرسمي الملكي الدنماركي
- تاريخ قصر أمالينبورغ
- صور من قلعة أمالينبورغ